# Mabel Segun
Mabel Segun (sinh năm 1930 và mất ngày 6 tháng 3 năm 2025) là nhà thơ, nhà soạn kịch và nhà văn viết truyện ngắn và các quyển sách cho trẻ em người Nigeria.

## Tiểu sử
Sinh ra ở Ondo City, Nigeria, bà theo học tại Đại học Ibadan rồi tốt nghiệp năm 1953 với bằng cử nhân tiếng Anh, tiếng Latin và lịch sử. Bà dạy những môn này tại các trường học Nigeria và sau đó bà trở thành Trưởng khoa Tiếng Anh và Xã hội học và Phó Hiệu trưởng trường Cao đẳng Sư phạm Kỹ thuật Quốc gia, Yaba. Với tư cách là một nhà phát thanh, bà đã giành Giải thưởng nghệ sĩ của năm 1977 của tổng công ty phát sóng Nigeria.
Segun đã chiếm lĩnh thị trường văn học thiếu nhi ở Nigeria thông qua Hiệp hội Văn học Trẻ em Nigeria mà bà thành lập năm 1978 và Trung tâm nghiên cứu và tài liệu dành cho trẻ em mà bà đã thiết lập vào năm 1990 tại Ibadan. Bà cũng là một thành viên của Thư viện thanh niên quốc tế tại Munich, Đức.
Năm 2009, Mabel Segun nhận được Giải thưởng bằng khen quốc gia Nigeria cho những cống hiến trọn đời của bà.
Năm 2015, Hiệp hội các nhà văn trẻ Nigeria dưới sự lãnh đạo của Wole Adedoyin đã thành lập Hội văn học Mabel Segun (www.mabelsegunaliterarysociety.blogspot.com) nhằm quảng bá và cho mọi người đọc các tác phẩm của Mabel Segun.
Mabel Segun là người phụ nữ hoạt động ở nhiều lĩnh vực: giáo viên, nhà phát hành, nhà văn và là nữ vận động viên.

## Tác giả
- The Lion Roars With A Fear full Sound
- My Father's Daughter (1965)
- Under the Mango Tree (co-edited) (1979)
- Youth Day Parade (1984)
- Olu and the Broken Statue (1985)
- Sorry, No Vacancy (1985)
- Conflict and Other Poems (1986)
- My Mother's Daughter (1986)
- Ping-Pong: Twenty-Five Years of Table Tennis (1989)
- The First Corn (1989)
- The Twins and the Tree Spirits (1990)
- The Surrender and Other Stories (1995)
- Readers' Theatre: Twelve Plays for Young People (2006)
- Rhapsody: A Celebration of Nigerian Cooking and Food Culture (2007)